# 胡旋舞

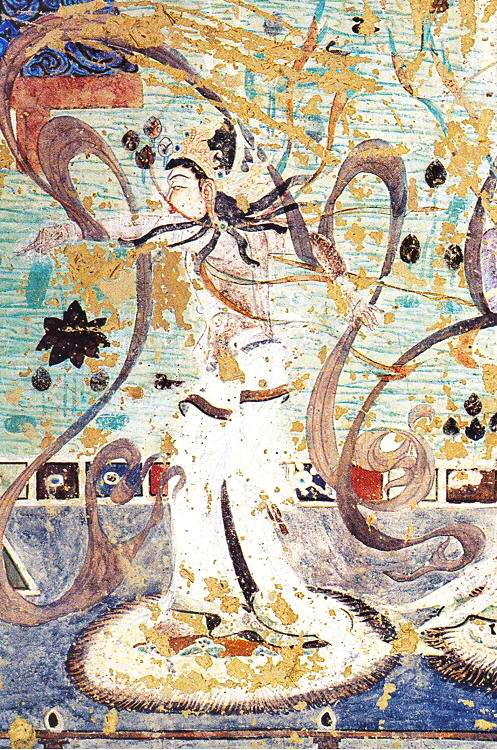
敦煌莫高窟第220窟中描绘胡旋舞的壁画

胡旋舞（英語：Sogdian Whirl），是唐代的健舞，原為中亞一帶的民間舞，出自昭武九姓地区，由康国等傳入。胡旋舞與元代的「十六天魔舞」被視為中國最負盛名的、來自西域的古典樂舞。南北朝至隋唐壁画、石画、胡俑有波斯男性跳胡旋舞，但也有西域胡人女子跳胡旋舞，《旧唐书·西域传》、《新唐书·西域传》和《册府元龟》有不少西域诸国进献“胡旋女”的记载。

## 歷史
据记载“胡旋女”为康居或康國（今中亞撒馬爾罕、哈薩克一帶）和中亚昭武九姓地区的进献物品之一，說明了胡旋舞的起源自中亞一帶，但也有胡人男性跳胡旋舞。《胡旋舞》在唐代曾經風靡一時。除專門表演《胡旋舞》的舞伎外，楊貴妃、安祿山、武延秀等均善於表演《胡旋舞》。
現在中亞新疆一帶的民間舞仍保留胡旋舞的色彩。在舞動至高潮時，舞者常加快節奏地連續旋轉以抒發內心歡樂的激情。事實上，敦煌莫高窟220窟中唐代壁畫伎樂天急轉如風的舞姿圖和寧夏鹽池唐墓出土的石刻舞人都反映了唐代《胡旋舞》的風姿。

## 舞蹈
胡旋舞的伴奏以擊鼓為主。其特點是快速連續地旋轉。《通典·卷一百四十六·乐六》和《舊唐書·卷二十九·音樂二》曰：「舞急轉如風，俗謂之胡旋」。隋代及唐代的《九部樂》、《十部樂》中均有《康國樂》部的記述。唐代的詩歌一般以诗意描寫該舞旋轉的美姿猶如迴雪飄颻，蓬草飛轉，羊角旋風，奔車輪盤狀。又舞姿縱橫騰踏應弦鼓，千匝萬轉而不停歇。而急速的旋轉舞動會令觀眾難分背面。